# Heliconius anacreonides
Heliconius anacreonides är en fjärilsart som beskrevs av Heinrich Neustetter 1925. Heliconius anacreonides ingår i släktet Heliconius och familjen praktfjärilar. Inga underarter finns listade i Catalogue of Life.